# Монако на Европском првенству у атлетици у дворани 2015.
Монако је учествовао на 33. Европском првенству у дворани 2015 одржаном у Прагу, Чешка, од 5. до 8. марта. Ово је било треће Европско првенство у дворани на којем је Монако учествовао.
Репрезентацију Монака представљао је један спортиста (1 мушкарац) који су се такмичио у 1 дисциплини (1 мушка).
Такмичар Монака није освојио медаљу на овом првенству.

## Учесници
| Бр. | Дисциплина | Мушкарци | Жене | Укупно |
| --- | ---------- | -------- | ---- | ------ |
| 1   | 800 м      | Брис Ете |      | 1      |
|     | Укупно (1) | 1        | 0    | 1      |

## Резултати

### Мушкарци
| Атлетичар | Дисциплина | Лични рекорд | Квалификације | Квалификације | Полуфинале           | Полуфинале           | Финале               | Финале | Детаљи |
| Атлетичар | Дисциплина | Лични рекорд | Резултат      | Место         | Резултат             | Место                | Резултат             | Место  | Детаљи |
| --------- | ---------- | ------------ | ------------- | ------------- | -------------------- | -------------------- | -------------------- | ------ | ------ |
| Брис Ете  | 800 м      | 1:51,24 НР   | 1:51,57 ЛРС   | 6. у гр. 4    | Није се квалификовао | Није се квалификовао | Није се квалификовао | 38/40  |        |